# AとR
『AとR』（エーとアール）は、鬼頭莫宏による日本の漫画（『ヤングマガジンGT』（講談社）掲載の読み切り短編漫画）で鬼頭莫宏短編集　残暑（『月刊IKKI』（小学館）より発行の短編集作品である。他の収録作品は「残暑」「三丁目交差点電信柱の上の彼女」「華精荘に花を持って」「よごれたきれいな」「パパの歌」「ポチの場所」。

## あらすじ
高校時代にカワサキのバイトで購入した50cc原付バイク（MT）AR50に乗っていた楽田。今はしがない外回りの営業職。ふとベンチに腰掛けて高校時代の思い出にふけっている時、偶然にもかつてのクラスメイト秋野と再会する。

## 登場人物
楽田（らくた）
主人公。3-B組。高校時代に学校には内緒でAR50に乗って通学していた。クラスメートの秋野に気があるようでピアノレッスンに行く秋野をAR50に乗せタンデムで送るが、途中轢き逃げ事件を目撃、自らも轢き逃げ車両に追突し警察の事情聴取で学校に内緒でバイク通学していた事が発覚し、秋野の父親に怒られ停学処分と原付免許の学校預かりの処分を受けAR50も売ってしまうことになった。
大学入試の前日に秋野をオカズに全裸で自慰行為に及び高熱の風邪をひき一浪してしまう。
現在は外回りの営業職で飛び込みの営業もやらされている。
秋野（あきの）
3-B組。いいところのお嬢様風の女子。楽田にピアノレッスンの教室までタンデムで送ってもらう途中で楽田とともに轢き逃げ事件を目撃し、とっさに轢き逃げ車両のナンバーを憶えていた。AR50が轢き逃げ車両と追突した時に膝を擦りむく軽傷を負う。
現在は高校卒業後バイクに目覚め父親の猛反対を家を出ると言ってゴネ、無理やり原付免許を取得し、AR50に乗っている。

## 単行本
- IKKI COMICS小学館

ISBN 4-09-188501-2